# Тадеуш Розвадовський
Тадеуш Йордан Розвадовський (19 травня 1866, с. Бабин, Калуський повіт — 18 жовтня 1928, Варшава) — польський воєначальник, генерал австро-угорської, а потім польської армій. У 1918–1919 роках воював проти УГА — командувач протиукраїнського фронту (армія «Схід»‎).

## Життєпис
Народився в селі Бабин. Батько — Томіслав (1840—1920), учасник повстання 1863, збанкрутував, був послом Галицького сейму та Райхсрату Австро-Угорщини. Правнук уродженця Путятичів, зем'янина Казімежа Розвадовського (1757—1836), сина радомського та подільського підчашого Іґнація Антонія Розвадовського. Мати — Меланія з Руліковських.
Закінчив гімназію у Львові, школу кадетів кавалерії в Граніцах, технічну військову академію (1886) і військову школу у Відні (1893). Військовий аташе в Бухаресті (1896-1907). Під час ПСВ в травні 1915 відзначився у битві під Горліцами, впровадивши нову тактику застосування артилерії. Критикував репресії австро-угорських військ щодо населення Галичини. 1 лютого 1916 відправлений у відставку. Підпорядкувався Регенційній раді, 28 жовтня -15 листопада 1918 – начальник  генерального штабу польської армії. Як зазначав львівський дослідник Микола Ґеник, Юзеф Пілсудський відчував неприязнь і зависть до Т. Розвадовського як до кадрового генерала і як до особи, яка могла знати про його співпрацю з австро-угорською розвідкою на початку ПСВ. Після повернення Ю.Пілсудського з ув’язнення зміщений з посади начальника генерального штабу і призначений командуючим польськими військами у Східній Галичині (армія «Схід») (17 листопада 1918 - 12 березня 1919). 24/25 листопада 1918 прибув до Львова. Протидіяв  антиєврейським погромам у Львові. Відмежувався 2 січня 1919 від проведення обшуку в А.Шептицького, розпорядився повернути конфісковану приватну кореспонденцію. Намагався схилити 2 січня 1919 А.Шептицького до видання угодової відозви. 28 лютого 1919 – вів переговори з місією Ж. Бертелемі. Прихильник радикальних методів, видав наказ «озброєних селян розстрілювати». 19.03.1919 – відкликаний з посади командуючого армією «Схід» і призначений керівником польської військової місії у Парижі. На конференції у Спа виступив проти підписання В.Ґрабським протоколу 10 липня 1920, тобто згоду на розмежувальну лінію і будь-яке рішення Антанти стосовно Східної Галичини. З 22 липня 1920 – начальник генерального штабу польської армії, розробив план флангових ударів проти Червоної армії у Варшавській битві 1920. З квітня 1921 – генеральний інспектор кавалерії. У період травневого перевороту 1926 противник Ю. Пілсудського, командував урядовими військами. Після відставки президента С.Войцєховського 15 травня 1926 заарештований, перебував в ув’язненні до 18. травня 1927. Помер у Варшаві 18 жовтня 1928, похований у Львові на цвинтарі Орлят. У період ліквідації цвинтаря в 1971 останки Т. Розвадовського були  перенесені до приватного склепу на Личаківському кладовищі, однак інформація про місцезнаходження була втрачена, а існуюча могила є символічною на місці колишнього поховання. 

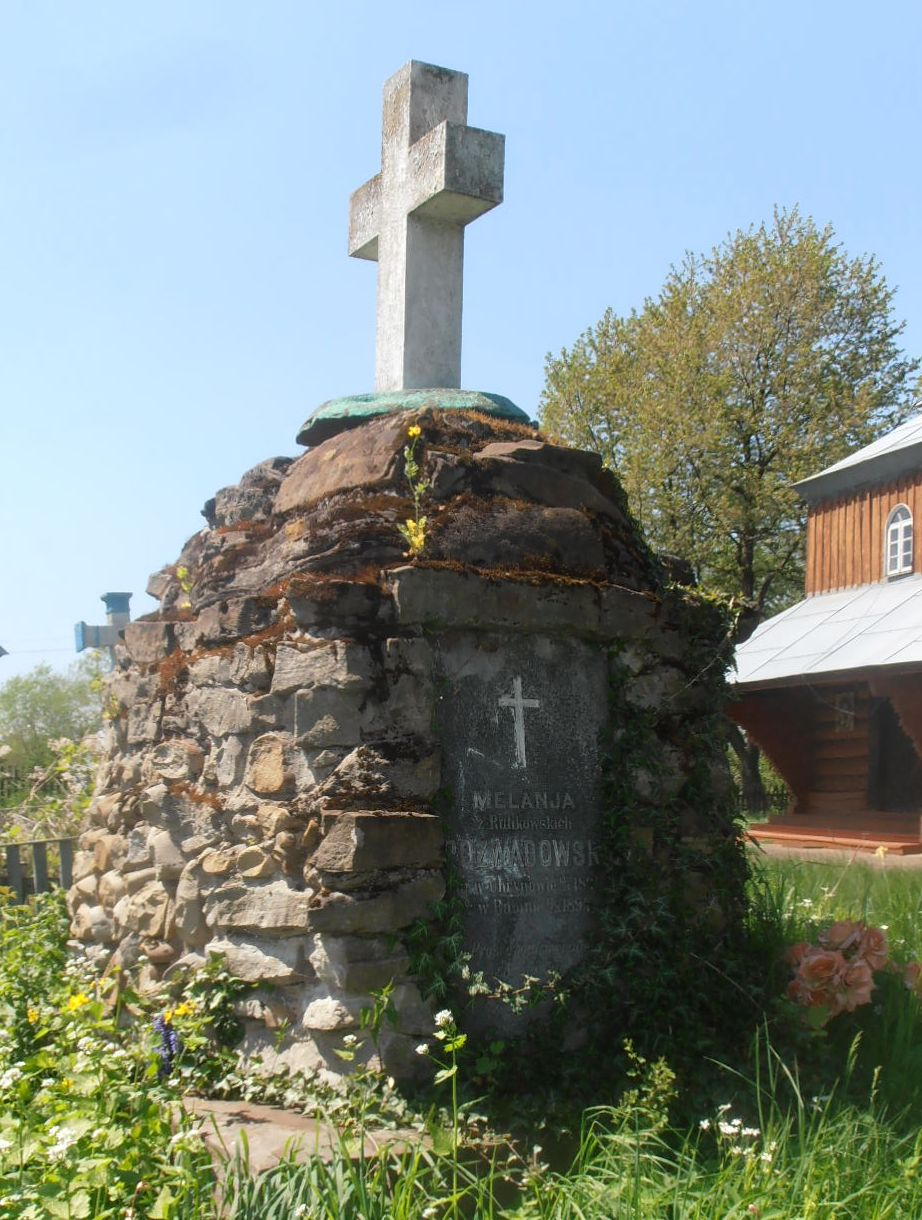
Могила Меланії Руліковської, Середній Бабин

Вулиця Зелена у Львові якийсь час називалася його іменем.

## Звання
- Лейтенант (18 серпня 1886)
- Оберлейтенант (1891)
- Гауптман (травень 1894)
- Майор (1896)
- Оберстлейтенант (1905)
- Оберст (травень 1908)
- Генерал-майор (травень 1913)
- Фельдмаршал-лейтенант (1916)
- Дивізійний генерал (1918)
- Генерал броні (1 квітня 1921)

## Нагороди

### Австро-Угорщина
- Ювілейна пам'ятна медаль 1898
- Орден Залізної Корони 3-го класу (1907)
- Ювілейний хрест
- Хрест «За вислугу років» (Австрія) 2-го класу для офіцерів (25 років)
- Орден Франца Йосифа, офіцерський хрест (1912)
- Орден Леопольда (Австрія), лицарський хрест (1914)
- Медаль «За військові заслуги» (Австро-Угорщина) з мечами
- Хрест «За військові заслуги» (Австро-Угорщина) 3-го класу з військовою відзнакою і мечами
- Військовий орден Марії Терезії, лицарський хрест (1918)

### Польща
- Virtuti Militari
  - срібний хрест (1921)
  - командорський хрест (1922)
- Орден Відродження Польщі, командорський хрест (1921)
- Хрест Хоробрих (1921) — нагороджений 4 рази.

### Румунія
- Орден Корони Румунії
  - командорський хрест
  - великий хрест
- Орден Зірки Румунії, великий хрест

### Королівство Югославія
- Орден Святого Савви 1-го класу
- Орден Білого Орла (Сербія) 3-го класу

### Інші країни
- Залізний хрест 2-го класу (Королівство Пруссія)
- Орден Білого лева 2-го класу (Чехословаччина)
- Орден Почесного легіону, командорський хрест (Франція; 1921)
- Хрест Свободи (Естонія) 2-го класу (1922)
- Орден Корони Італії, великий хрест